# NGC 5021
NGC 5021 (другие обозначения — UGC 8284, MCG 8-24-84, ZWG 245.30, IRAS13099+4627, PGC 45834) — спиральная галактика с перемычкой (SBb) в созвездии Гончие Псы.
Этот объект входит в число перечисленных в оригинальной редакции «Нового общего каталога».
В галактике вспыхнула сверхновая SN 1996ak типа II, её пиковая видимая звездная величина составила 18,5.